# نیزک فلوریدا
نیزک فلوریدا (نام علمی: Branchiostoma floridae) نام یک گونه از سرده آبشش‌دهان است.